# Grace Kelly
För andra betydelser, se Grace Kelly (olika betydelser).
Grace Patricia Kelly, född 12 november 1929 i Philadelphia i Pennsylvania, USA, död 14 september 1982 i Monaco, var en amerikansk skådespelare som genom giftermålet i april 1956 med furst Rainier III av Monaco blev furstinnan Grace av Monaco.
Kelly slog igenom i John Fords film Mogambo 1953, mot Clark Gable och Ava Gardner, för rollinsatsen mottog hon en Golden Globe Award och Oscarsnominering 1954. Därefter spelade hon huvudroller i fem filmer, däribland Mannen du gav mig (1954) med Bing Crosby, för vilken hon erhöll en Oscar för bästa kvinnliga huvudroll. Bland hennes andra filmer märks Sheriffen (1952), med Gary Cooper, En skön historia (1956), med Bing Crosby och Frank Sinatra, samt tre Alfred Hitchcock-filmer: Slå nollan till polisen (1954), med Ray Milland, Fönstret åt gården (1954), med James Stewart och Ta fast tjuven (1955) med Cary Grant.

## Biografi

### Tidiga år
Grace Kelly föddes den 12 november 1929 på Hahnemann University Hospital i Philadelphia. Hennes far, med irländskt påbrå, John B. Kelly Sr., hade vunnit tre olympiska guldmedaljer inom roddsporten och ägde ett framgångsrikt företag i tegelindustrin. Hans bror Walter C. Kelly var en framgångsrik vaudevilleartist, som även spelade i filmer hos Metro-Goldwyn-Mayer och Paramount Pictures, brodern George var en Pulitzer Prize-belönad dramatiker, manusförfattare och regissör.
Kellys mor, Margaret Katherine Majer, som hade tyskt påbrå, hade bland annat undervisat i gymnastik på University of Pennsylvania. Efter giftermålet med John B. Kelly 1924 blev hon hemmafru och fokuserade på barnen under deras uppväxt. Kelly hade två äldre syskon, Margaret och John Jr., samt en yngre syster, Elizabeth. Barnen uppfostrades inom den katolska tron. Under sin skolgång gick Kelly mannekäng på lokala välgörenhetsevenemang tillsammans med sin mor och sina systrar, och 1942 spelade hon huvudrollen i en skolpjäs.

### Filmkarriär
Innan Grace Kelly inledde sin filmkarriär, hade hon haft flera framgångsrika modelljobb. Den första filmen var Fjorton timmar (1951), i vilken hon hade en liten roll. I och med Sheriffen året därpå steg hon på allvar in i rampljuset. Hon spelade sheriffens, Gary Coopers, unga hustru. Nästa film, Mogambo, inspelad i Afrika under två månader utan avbrott för julen, innebar att hon inledde sitt samarbete med MGM. Här spelade Clark Gable huvudrollen – och Kelly Oscars-nominerades för bästa biroll.
Vid det här laget hade "skräckmästaren" Alfred Hitchcock fått upp ögonen för Grace Kelly, och tillsammans med honom spelade hon in Slå nollan till polisen (mot Ray Milland), Fönstret åt gården (mot James Stewart) och Ta fast tjuven (mot Cary Grant). De två förstnämnda Hitchcockfilmerna samt Mannen du gav mig kom 1954. Den sistnämnda renderade henne en Oscarsstatyett för bästa kvinnliga huvudroll.
Vid Cannesfestivalen 1955 träffade hon furst Rainier III av Monaco och vid årets slut var de förlovade. Innan Grace avslutade sin karriär på filmduken, spelade hon in Svanen (1956) samt En skön historia, i vilken Bing Crosby och Frank Sinatra var hennes motspelare.

### Bröllopet 1956
Den 26-åriga Grace bar vid bröllopet den 19 april 1956 en brudklänning designad av en av MGM:s främsta kostymörer, Helen Rose. Den elfenbensfärgade taftklänningen hade hög hals och var långärmad. Kjoldelen var en skapelse av sidentaft, peau de soie, tyll och spets. Den 125 år gamla brudslöjan var fäst i en så kallad Juliet cap, en liten hätta dekorerad med pärlor, som hon bar på huvudet.

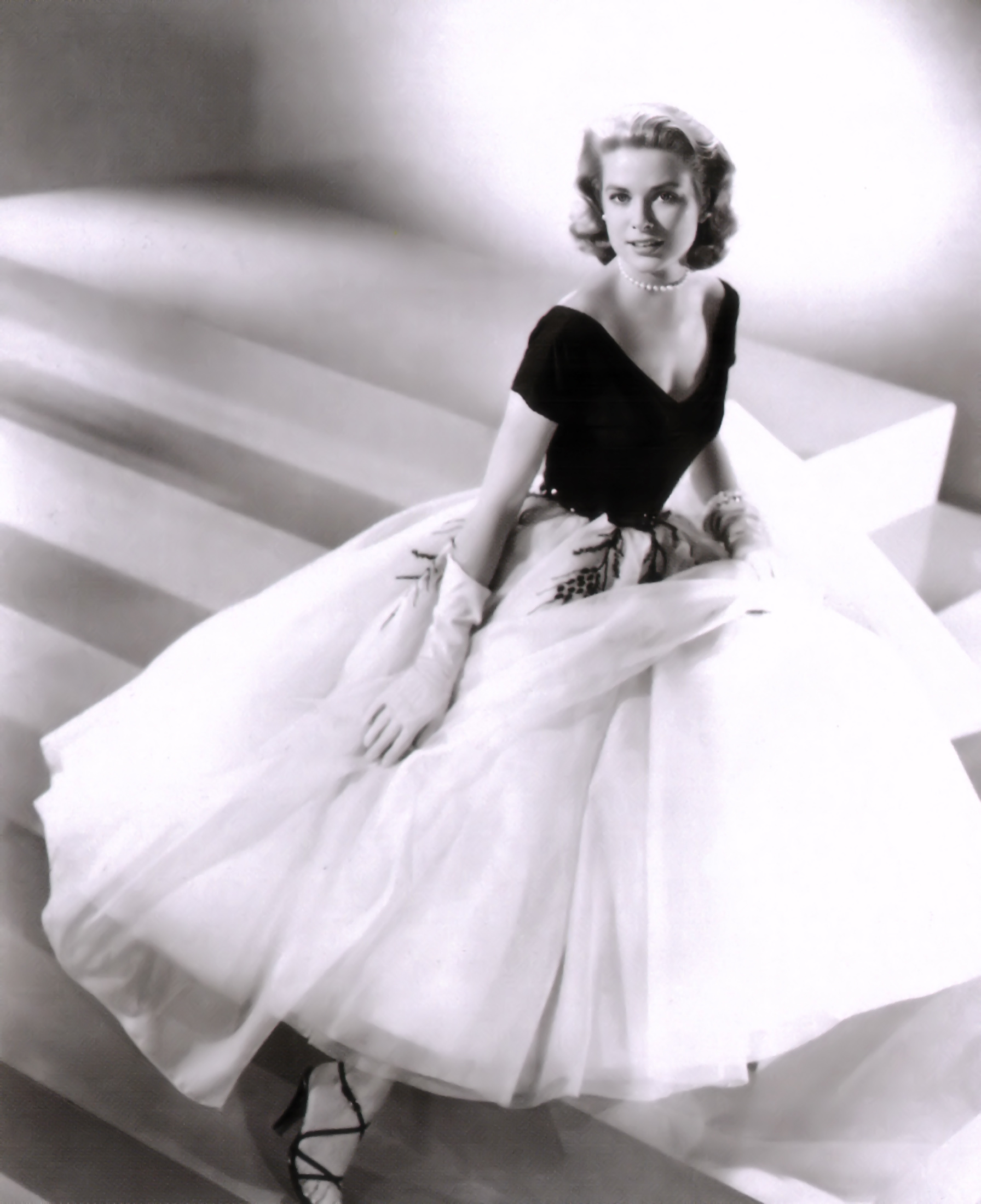
Grace Kelly i Fönstret åt gården (1954).

### Furstinnan Grace
Som monegaskisk furstinna ägnade sig Grace en hel del åt välgörenhetsarbete bland barn och unga mödrar. Hon läste poesi samt arrangerade konstverk av torkade blommor, vars intäkter hon skänkte till behövande.

### Död
Den 13 september 1982 färdades Grace och dottern Stéphanie på smala serpentinvägar i södra Frankrike på väg mot Monaco. Bilen for av vägen ner i en ravin. Stéphanie undkom med lindriga skador, men Grace var svårt skadad och avled följande dag utan att ha återfått medvetandet. Omständigheterna har aldrig blivit helt utredda, då de fördes till Monaco och då franska polisen (olyckan skedde på fransk mark) därmed blev bortkopplad från fallet. Man antog att Grace drabbades av stroke och därför tappade kontrollen över bilen. Vissa källor menade dock att det var Stéphanie som körde[källa behövs]. 
Tjugo år efter händelsen berättade Stéphanie för en tidning att hon varit passagerare och att de båda slungats runt i bilen vid kraschen. Därför återfanns Grace i baksätet, medan hon själv tog sig ut via dörren vid förarplatsen då passagerarsidans dörr var intryckt och inte gick att få upp. Detta tyder i så fall på att ingen av dem använde bilbälte.[källa behövs]

### Barn
Grace och Rainier fick tre barn:
1. Caroline, född 1957
2. Albert, född 1958[15]
3. Stéphanie, född 1965

## Inverkan på mode och konst

### Modeikonen Grace
Grace Kelly förkroppsligade 1950-talsidealet av oklanderlig perfektion. Inom modet har man henne att tacka för den "prydliga damens look" med pärlhalsband till jumpersetet, kompletterat med skinande vita korta handskar och den så kallade Kelly-bagen. År 1960 valdes Kelly in i The International Best-Dressed List Hall of Fame.
Grace Kelly bar gärna ballerinakjolar i tyll, klänningar som betonade hennes getingmidja och formframhävande baddräkter med halterneck. I filmen Fönstret åt gården spelar hon Lisa Fremont som gör entré i en överdådig svartvit klänning. Det svarta sammetslivet låter oss ana lite av axlarna, och den vita kjolen består av ett flertal meter chiffong, som ger den en generös vidd. En delikat utförd svart brodyr pryder kjolens övre del, och ensemblen fullbordas med lågklackade skor och operahandskar samt pärlhalsband och pärlarmband.

### Inflytande på konst
Den amerikanske popkonstnären Andy Warhol utförde 1984 ett porträtt av Grace Kelly för Institute of Contemporary Art i Philadelphia, USA som serigrafi (silkscreen) i begränsad utgåva. 
Asteroiden 9341 Gracekelly är uppkallad efter henne.

## Filmografi
- 1951 – Fjorton timmar
- 1952 – Sheriffen
- 1953 – Mogambo
- 1954 – Slå nollan till polisen
- 1954 – Grön eld
- 1954 – Fönstret åt gården
- 1954 – Mannen du gav mig
- 1954 – Broarna vid Toko-Ri
- 1955 – Ta fast tjuven
- 1956 – Svanen
- 1956 – En skön historia
- 1966 – Djävulens blomma (berättare)

## Bildgalleri

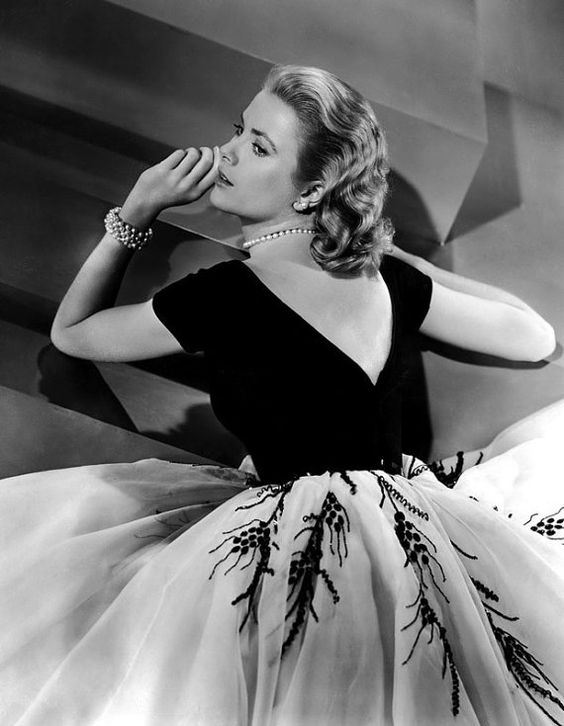
Grace Kelly som Lisa Fremont i Fönstret åt gården (1954).
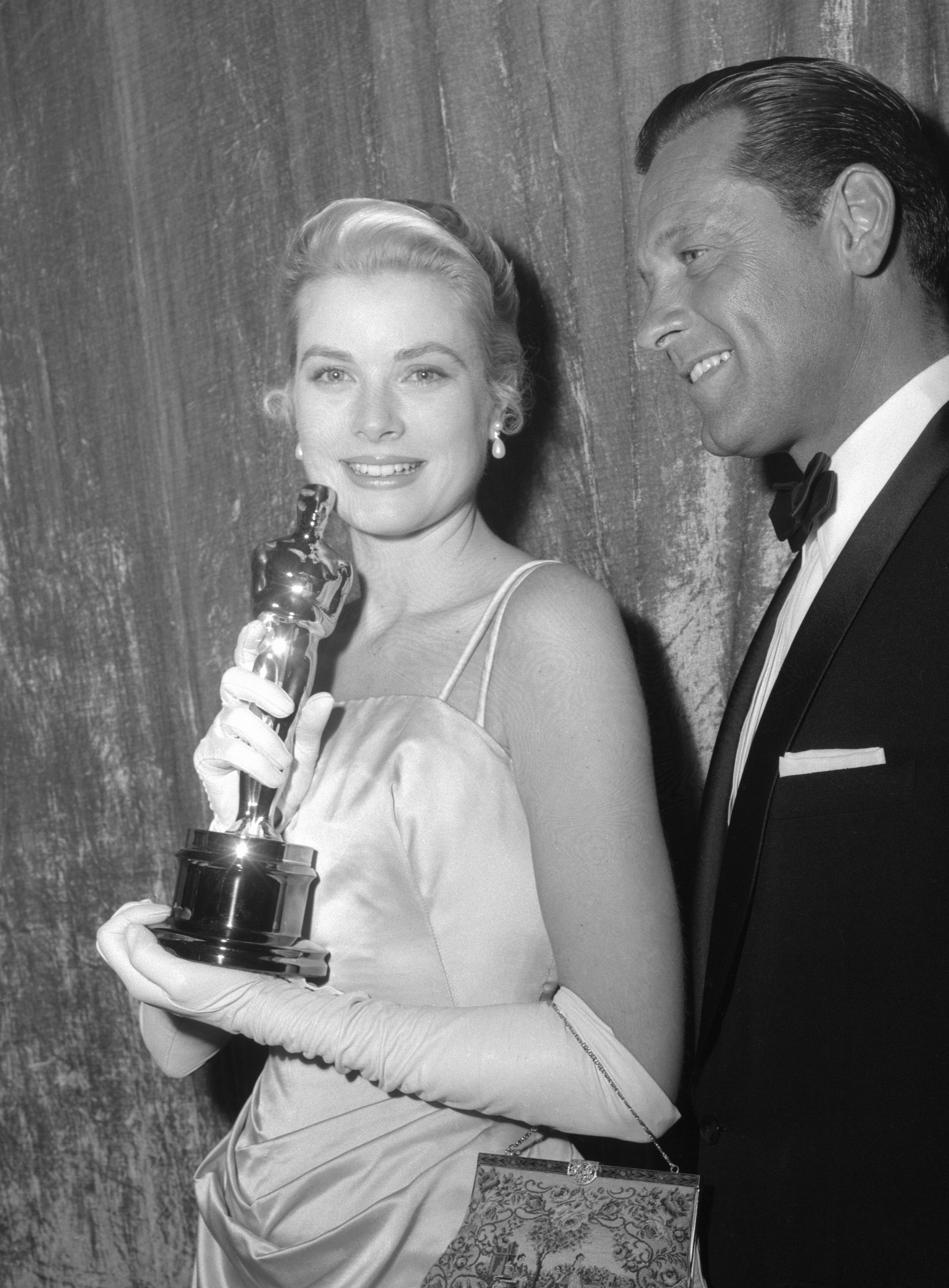
Grace Kelly med Oscar 1955.
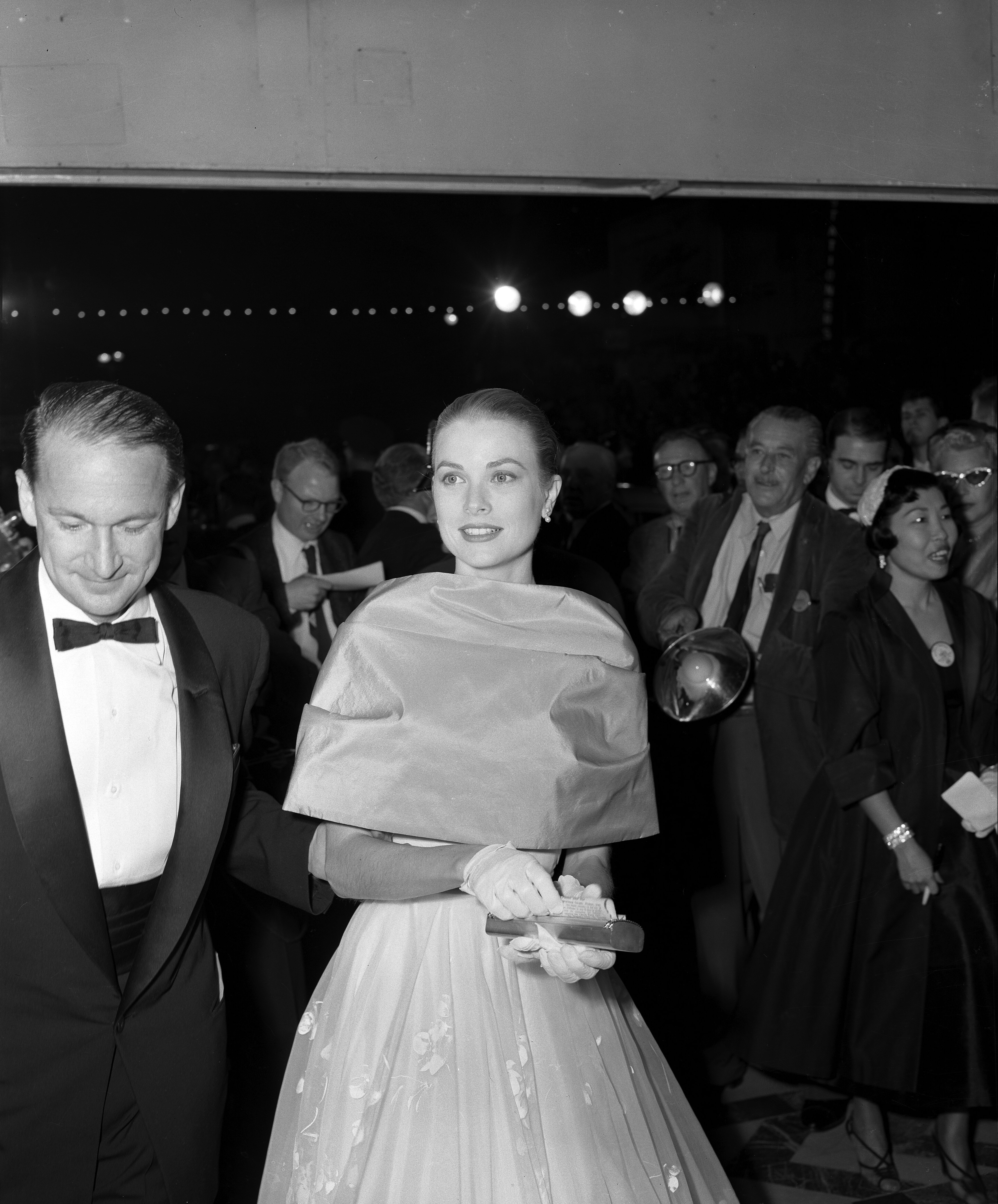
Grace Kelly anländer till Oscarsgalan 1956.
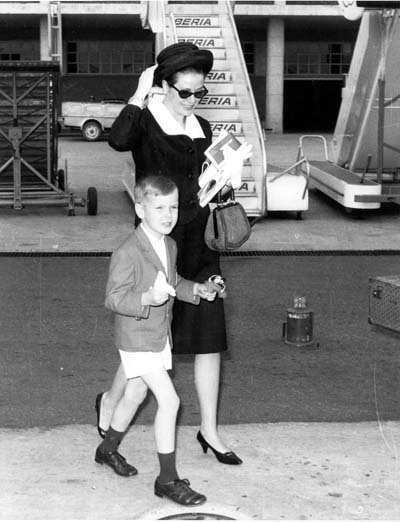
Grace Kelly och sonen Albert, sedermera Albert II av Monaco 1964.
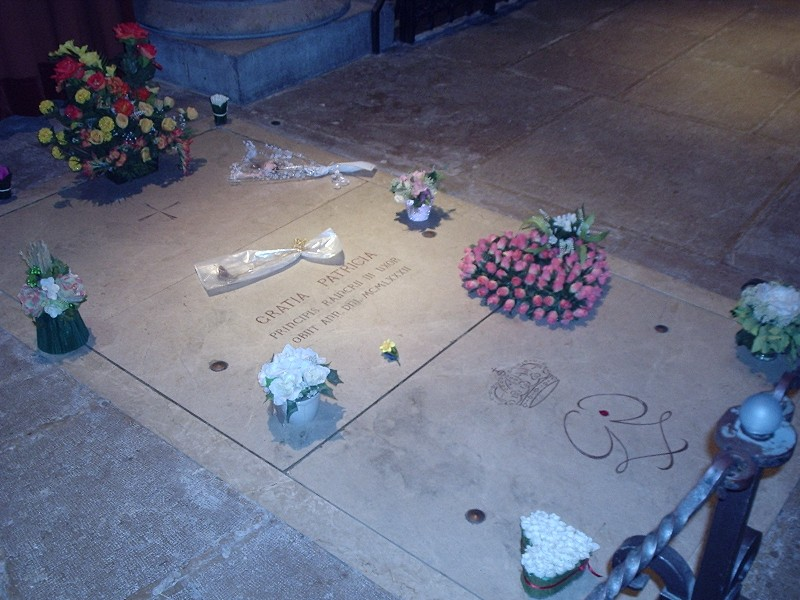
Furstinnan Graces grav i Saint-Nicolas-katedralen, Monaco.